# Simon Winchester
Simon Winchester (Londra, 28 settembre 1944) è uno scrittore e giornalista britannico naturalizzato statunitense.
È autore del saggio L'assassino più colto del mondo, da cui è stato tratto il film Il professore e il pazzo, e del romanzo La mappa che cambiò il mondo.
È stato corrispondente del Guardian e del Daily Mail.